# Mark Pembridge
Mark Anthony Pembridge (født 29. november 1970 i Merthyr Tydfil, Wales) er en walisisk tidligere fodboldspiller (midtbane).
Pembridge tilbragte størstedelen af sin karriere i engelsk fodbold, hvor han spillede for adskillige klubber i Premier League. Blandt hans hold kan nævnes Sheffield Wednesday, Fulham og Everton, ligesom han en enkelt sæson var tilknyttet SL Benfica i den portugisiske liga.
Pembridge spillede desuden 54 kampe og scorede fem mål for det walisiske landshold. Efter at Wales efter playoff missede kvalifikationen til EM i 2004 i Portugal stoppede han sin landsholdskarriere uden at have deltaget i en slutrunde med sit land.